# Indigofera intermedia
Indigofera intermedia är en ärtväxtart som beskrevs av William Henry Harvey. Indigofera intermedia ingår i släktet indigosläktet, och familjen ärtväxter. Inga underarter finns listade i Catalogue of Life.